# Дзявульский, Николай Степанович
Николай Степанович Дзявульський   (1 сентября 1958 — 20 февраля 2014) — общественный активист, учитель географии и биологии, помощник-консультант народного депутата Украины Игоря Сабия. Руководитель Шепетовской городской общественной организации «Шепетовский союз предпринимателей». Неоднократно принимал активное участие в организации митингов в поддержку евроинтеграции. 20 февраля 2014 года погиб на Майдане от пули снайпера. Герой Украины (2014, посмертно).

## Биография
Николай Степанович Дзявульский родился 1 сентября 1958 года в селе Чагерное Емельяновского района Красноярского края (Россия) в семье репрессированных.
В 1962 году вместе с родителями, которые возвращались из ссылки, переехал в село Верба Дубенского района на территории Ровненской области.
Трудовую деятельность начал в 1975 году электромонтёром Шепетовского Дока.
С 1976-го по 1978-й год служил в армии. Окончил Луцкий государственный педагогический институт имени Леси Украинки в 1983 году.
С 1985-го по 2004-й год преподавал географию и биологию, был заместителем директора по учебно-воспитательной работе Городнявской общеобразовательной школы, учителем, заместителем директора по научной работе Шепетовского УВК № 1.
С 2004-го по 2006-й год — заведующий организационного отдела исполнительного комитета Шепетовского городского совета. Был депутатом Шепетовской городского совета в 1994—1998 гг.
Возглавлял общественную организацию «Шепетовский союз предпринимателей», Шепетовскую городскую организацию УРП «Собор». Николай Степанович — член ВО «Свобода», помощник народного депутата Украины Игоря Сабия с 2010 года, руководитель Шепетовской городской общественной организации «Общество политических узников, репрессированных и членов их семей».

## Во время событий на Евромайдане
С первых дней Евромайдана принимал участие в акциях протеста против власти. Был координатором Шепетовской городской общественной организации ВОО «Майдан». Погиб 20 февраля 2014 года в Киеве на Институтской улице от пули снайпера, которая попала прямо в сердце 20 февраля 2014 года.

## Награды
- Звание Герой Украины с вручением ордена «Золотая Звезда» (21 ноября 2014, посмертно) — за гражданское мужество, патриотизм, героическое отстаивание конституционных принципов демократии, прав и свобод человека, самоотверженное служение Украинскому народу, обнаруженные во время Революции достоинства[4]
- Медаль «За жертвенность и любовь к Украине» (УПЦ КП, июнь 2015) (посмертно)[5]

## Память

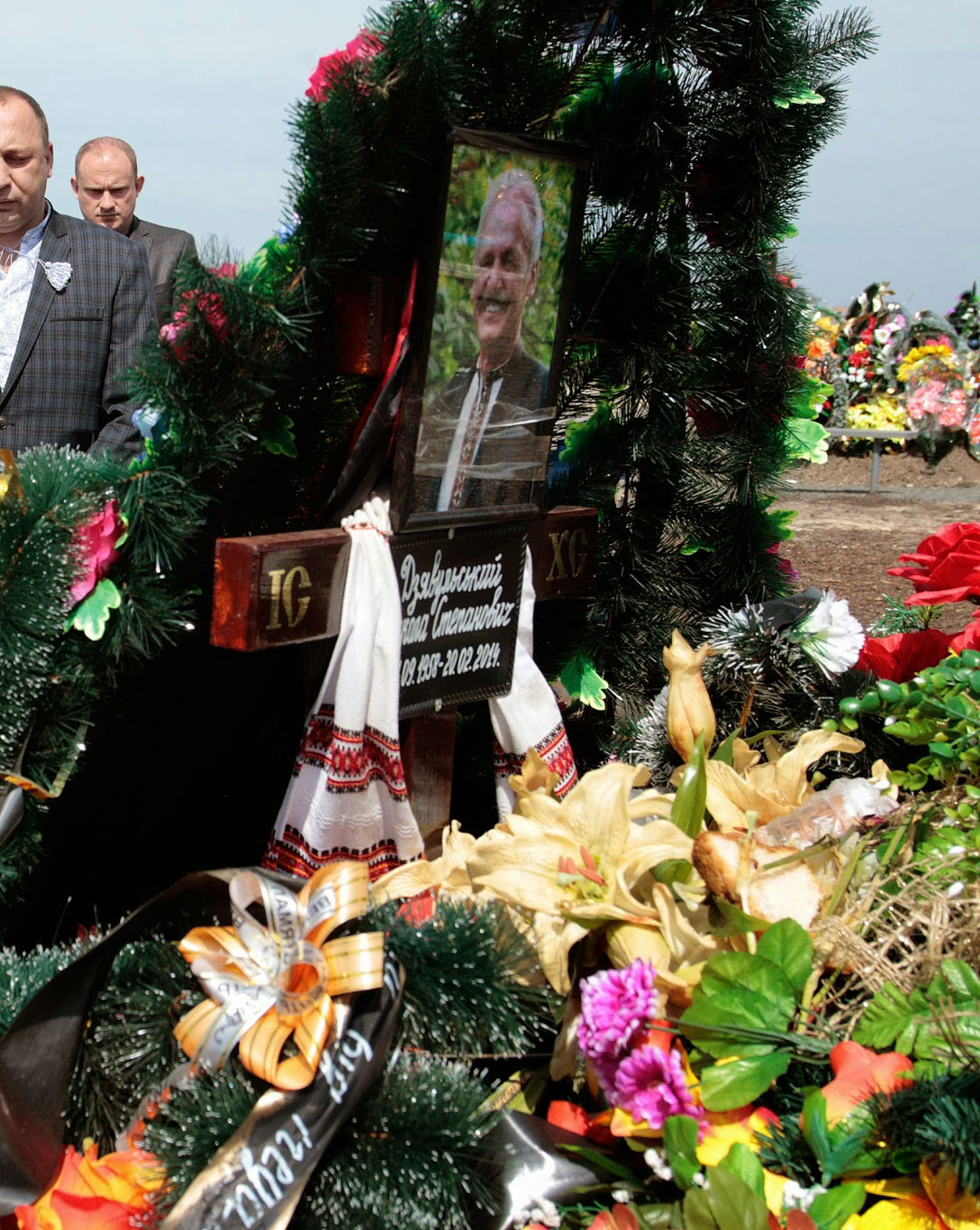
Могила Николая Дзявульского в Шепетовке

- 21 февраля 2014 года Шепетовская городская рада приняла решение переименовать переулок Шварца в городе Шепетовка в переулок Николая Дзявульского, а 31 июля 2014 года на своей 56-й сессии утвердила это решение соответствующим актом. Также Дзявульскому было присвоено звание «Почетный гражданин города Шепетовка»[2][6]
- 2 марта 2014 года в селе Верба Ровненской области состоялось торжественное открытие мемориальной доски в память Героя «Небесной сотни» Николая Дзявульского. Мемориальная доска была установлена на фасаде школы, в которой он учился[7].
- 7 июня 2014 года Активисты ВО «Свобода», ГО «Хмельничина. Самооборона и Контроль», «Казацкого общества им. Семена Палия» на вершине Грофа (1748 м) что в Рожнятовском районе Ивано-Франковской области, на насыпном кургане установили мемориальную доску в честь «Героя Украины» — Николая Дзявульского. На табличке указано: «Николай Степанович Дзявульский погиб в городе Киеве за наше будущее»[8].